# Ciri (personaggio)
Cirilla Fiona Elen Riannon, chiamata semplicemente Ciri (AFI: /ˈt͡ɕiri/), è la coprotagonista della Saga di Geralt di Rivia ambientata nell'universo immaginario creato dallo scrittore polacco Andrzej Sapkowski.
Figlia della principessa di Cintra, Pavetta, è discendente dell'elfa Lara Dorren e quindi portatrice del leggendario Sangue Antico. Grazie a tale eredità, è capace di viaggiare attraverso il tempo e lo spazio.

## Storia
Lo strigo Geralt di Rivia diventa il suo tutore quando, dopo aver contribuito a spezzare una maledizione che affliggeva il cavaliere errante Duny nella seconda raccolta di racconti della saga Il guardiano degli innocenti, questi gli offrì qualunque cosa lo strigo volesse. Sfruttando il giuramento della Legge della Sorpresa, Geralt chiese ciò che Duny (nome sotto il quale si nasconde il futuro imperatore di Nilfgaard Emhyr var Emreis) aveva già ma non sapeva ancora di possedere, ovvero la bambina nel grembo di Pavetta, sua amante segreta e principessa del regno di Cintra, promettendo di tornare a prenderla 6 anni dopo.
Alla presunta morte in mare di Duny e Pavetta, Ciri rimane sotto la tutela della nonna Calanthe, regina di Cintra, e trascorre gran parte dell'infanzia tra le isole Skellige con i druidi del posto (tra cui una stretta conoscenza di Calanthe, Saccoditopo) e il palazzo reale di Cintra. Proprio per questo motivo in uno dei racconti della raccolta La spada del destino Geralt viene impietosito dai discorsi di Calanthe, che sostiene che Ciri sia tutto ciò che rimane della sua famiglia, e decide di non guardare neanche "il bambino" a lui promesso e andarsene, rinunciando al giuramento. Sempre nello stesso libro i due si incontrano comunque due volte, l'ultima delle quali lo strigo deciderà finalmente di prendere con sé la bambina ormai dodicenne, vista anche la caduta del regno di Cintra e la morte di Calanthe per mano dell'impero di Nilfgaard. Tra la fine dei racconti delle prime due raccolte e il primo romanzo Il sangue degli elfi Ciri viene addestrata come una striga a Kaer Mohen, quartier generale degli strighi della Scuola del Lupo (di cui Geralt fa parte), ma senza essere sottoposta a nessuno dei processi di mutazione ai quali ogni strigo viene sottoposto e ai quali deve sopravvivere per diventare tale. Quando i suoi ancora latenti poteri cominciano a mandarla sempre più frequentemente in uno stato di trance e a causarle incubi e visioni terribili, Geralt chiede aiuto prima a Triss Merigold e successivamente a Yennefer. Quest'ultima la prenderà per alcuni mesi sotto la sua ala protettiva, e le insegnerà le basi della magia e come controllare i suoi incubi. Abilità che tuttavia perderà irrimediabilmente per salvarsi dal deserto in cui è finita quando, per sfuggire dagli alleati dei nilfgaardiani che le danno la caccia, entra dentro un portale instabile nella Torre del Gabbiano nel romanzo Il tempo della guerra. Viene comunque fatta prigioniera, allo stremo delle forze, al confine dello sconfinato deserto da un gruppo di cacciatori di taglia che ha intenzione di venderla a Nilfgaard. Dopo un veloce susseguirsi di avvenimenti, riesce a liberarsi anche grazie all'intervento di un gruppo di ladri e assassini chiamati i "Ratti". I sei decidono di farla diventare una di loro, e con il nome di "Falka" la quindicenne Ciri prende parte per diverso tempo alle loro scorrerie e vive una breve storia d'amore con Mistle, una ragazza membro del gruppo.
Dopo l'uccisione di tutta la banda in La Torre della Rondine, viene catturata dal cacciatore di taglie Bonhart, del quale rimane prigioniera, maltrattata e torturata, sino a quando questi non decide di recarsi al villaggio chiamato "Unicorno" e venderla, tramite l'intermediario Rience, al follemente ambizioso mago Vilgefortz, che vuole effettuare macabri esperimenti su di lei per impadronirsi dei suoi poteri, per poi eventualmente rivenderla a Stefan "Allocco" Skellen, agente di Emhyr var Emreys che però vuole ucciderla e tradire l'imperatore. Ciri riesce però a liberarsi con l'aiuto involontario della sensitiva del gruppo di Allocco, Joanna "Kenna" Selborne, che tenta per curiosità di sondarle la mente e risvegliando in lei alcuni dei suoi poteri, e l'intervento dell'infiltrato Neratin Ceka, che sacrifica la sua vita per liberarla dal palo a cui era legata e per rallentare Bonhart, permettendo a Ciri di recuperare il suo cavallo Kelpie e di mettersi in salvo. Viene trovata, in fin di vita, dal vecchio eremita Vysogota di Corvo, che la porta nella sua casupola nella palude e la cura. Poco prima dell'inverno, dopo oltre un mese di convalescenza forzatale dall'anziano studioso, riparte con Kelpie e la sua spada per raggiungere la Torre della Rondine. Sulla strada per la torre, uccide buona parte dei suoi inseguitori con a capo Rience, Allocco e Bonhart, risparmiando solo il secondo e sfuggendo all'ultimo, ancora troppo forte per lei e verso il quale prova una forte paura, grazie all'inaspettato intervento della Caccia Selvaggia. In La Signora del Lago riesce a fuggire dal mondo degli antichi elfi in cui si è ritrovata entrando nella Torre, poiché questi, come riferitole dal saggio Avallac'h, la terranno prigioniera sino a quando non acconsentirà a procreare un figlio con il loro re, per riportare il Sangue Antico nella stirpe degli elfi, e comincia a viaggiare di mondo in mondo sino a quando non riesce a raggiungere il luogo dove Vilgefortz tiene prigioniera Yennefer. Si offre a lui in cambio della libertà della maga, ma egli si prende gioco della sua offerta e la imprigiona subito per iniziare i suoi esperimenti. Contemporaneamente, Geralt e la sua compagnia irrompono nel castello e, nella confusione, Ciri viene liberata dal vampiro Regis. Mentre Geralt e Yennefer affrontano Vilgefortz, Ciri si scontra in un duro duello con Bonhart, dal quale esce vincitrice. Quando anche Vilgefortz è stato ucciso e rimane solo Allocco con un pugno di guardie, fa la sua apparizione Emhyr var Emreis, che dichiara di voler prendere con sé Ciri. Dopo aver visto però la reazione della figlia all'imminente separazione da Geralt e Yennefer, l'imperatore si impietosisce e decide di rinunciare ai suoi piani, abbracciandola e salutandola con un "Addio, figlia mia". Dopo un periodo passato a cavallo al fianco di Geralt e Yennefer per finire di sistemare alcune faccende lasciate in sospeso, Ciri e la maga vengono convocate dalla loggia delle maghe, che impone a Ciri di entrare a far parte del loro circolo. Ciri non avrà però tempo di pensarci, poiché ritrovato Geralt ferito mortalmente a Rivia porterà via, su una barca spuntata dalla nebbia causata dall'apparizione di un unicorno che la ragazza già incontrò precedentemente, lo strigo e Yennefer, anche lei morente, per poi cominciare a viaggiare di mondo in mondo.

## Aspetto e personalità
Ha capelli color biondo cenere, da piccola sempre tenuti sciolti e con una frangia che le finiva poco sopra i suoi grandi occhi verde veleno. Viene descritta come una ragazza magra ma comunque in salute e atletica. Durante la sua fuga da Unicorno viene ferita gravemente alla guancia sinistra, ferita che le lascerà un'indelebile e caratteristica cicatrice che va da appena sotto l'occhio alla mandibola. Conseguentemente al suo abbandono della palude di Vysogota, inoltre, inizia a tingersi di nero le orbite e le palpebre. Ha inoltre una rosa rossa tatuata nella coscia sotto l'inguine, fatta insieme alla sua amante Mistle mentre era ancora nei Ratti.
Di carattere testardo e impavido, è comunque scrupolosa e di animo nobile quasi quanto il suo mentore Geralt, almeno sino a quando entrerà a far parte dei Ratti, con i quali impara anche a essere egoista e vendicativa. Una volta conosciuto l'anziano e pacato Vysogota, però, con il tempo riesce anche a elargire pietà ai propri nemici.

## Abilità
È rapida e agile con la spada, grazie all'addestramento a cui è stata sottoposta dagli strighi di Kaer Mohen (in particolare da Geralt, Vesemir, e Lambert), ed è un'ottima cavallerizza. Da piccola viene scoperto che è una "Fonte", ovvero una persona con poteri magici latenti in sé. Tuttavia perderà le sue facoltà magiche a causa del potere attinto dal fuoco di cui dovette far uso in una situazione di vita o di morte, che scacciò via insieme al suo potere di Fonte per evitare di impazzire per via dell'enorme quantità di potere accumulato in sé. Conserva in ogni caso il suo potere innato di "Figlia del Sangue Antico", che le permette involontariamente di agire da medium e, una volta controllato, di viaggiare attraverso i mondi o teletrasportarsi senza l'utilizzo di portali magici, manipolando lo spaziotempo.

## Adattamenti

### Videogiochi
Nella serie di videogiochi ispirati alla saga letteraria realizzati dalla casa di sviluppo CD Projekt RED, Ciri compare solo nel terzo capitolo del 2015, The Witcher 3: Wild Hunt, nel quale ricopre il ruolo di coprotagonista e deve sconfiggere una volta per tutte, con l'aiuto di Geralt, la Caccia Selvaggia che cerca continuamente di impossessarsi dei suoi poteri. Viaggia inoltre con l'elfo Avallac'h, che lavora contro la Caccia Selvaggia per tenere Ciri al sicuro e farle da mentore. Alla fine di The Witcher 3, Geralt ritiratosi dal suo lavoro insieme a Triss o Yennefer (in base a cosa avrà scelto il giocatore durante la trama) egli consegna a Ciri la sua spada ufficiale da strigo: ora potrà viaggiare per il mondo come aveva sempre desiderato.
Viene comunque nominata più volte anche nel precedente capitolo videoludico, The Witcher 2: Assassins of Kings del 2011, e la sua storia è narrata da un contadino di Acque Oscure nel primo videogioco.
Ciri sarà la protagonista di The Witcher 4.

### Serie televisive

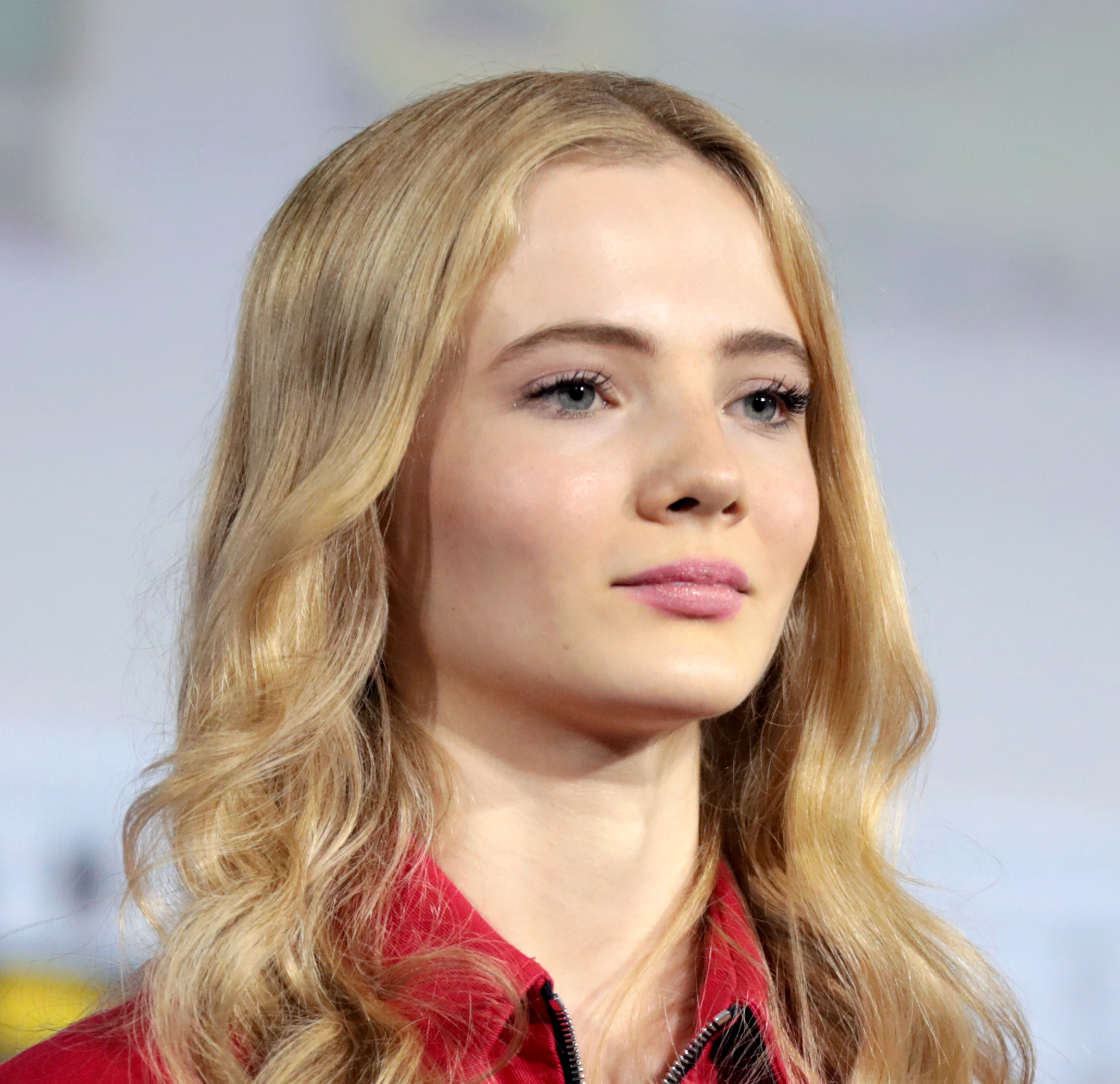
Freya Allan, interprete di Ciri nella serie TV di Netflix The Witcher

Nella serie TV polacca Wiedźmin compare solo da bambina in quattro dei tredici episodi della serie, interpretata da Marta Bitner. Nella serie TV del 2019 The Witcher, è interpretata dall'attrice britannica Freya Allan.